# Gran loggia regolare d'Italia
La Gran Loggia Regolare d'Italia (formalmente Gran Loggia Regolare degli Antichi Liberi e Accettati Muratori d'Italia, in acronimo GLRI) è un ordine e una giurisdizione massonica fondata il 17 aprile 1993 a Roma da alcune logge che seguirono l'allora Gran Maestro del Grande Oriente d'Italia, Giuliano Di Bernardo. 
La GLRI è stata per circa 30 anni l'unica istituzione massonica italiana riconosciuta dalle Gran Logge regolari anglosassoni e scandinave. Nel marzo 2023 la Gran Loggia Unita di Inghilterra ha deciso di riconoscere come Regolari sia la GLRI che il Grande Oriente d'Italia..

## Storia
A seguito dell'inchiesta del procuratore della Repubblica di Palmi Agostino Cordova, l'allora Gran Maestro Giuliano Di Bernardo decise di uscire dal GOI e fondare una nuova comunione che promuovesse la pura e antica massoneria acquisendo fedelmente costituzione, regolamenti e rituale dall'Inghilterra. GLRI infatti è stata negli ultimi 30 anni l'unica obbedienza massonica italiana ad essere riconosciuta dalla UGLE (United Grand Lodge of England - Gran Loggia Unita d'Inghilterra), "Gran Loggia Madre" del mondo, dalla quale sono gemmate, direttamente o indirettamente, tutte le logge della Massoneria mondiale. Nel marzo 2023 la Gran Loggia Unita di Inghilterra ha restituito il riconoscimento anche al Grande Oriente d'Italia. Questo è stato possibile perché entrambe le Istituzioni Massoniche Italiane (GLRI e GOI) hanno dato il consenso al fatto che fossero riconosciute due Obbedienze nello stesso Paese da parte dell'UGLE.
Attualmente tutte le logge della Gran Loggia Regolare d'Italia adottano il Rituale Emulation; inoltre, la GLRI ha costituito, fin dal giorno della sua fondazione, il Supremo Gran Capitolo dell'Arco Reale, che governa in Italia l'Ordine del Sacro Arco Reale di Gerusalemme, composto attualmente da 42 Capitoli.
Dopo il duemila, il fondatore della obbedienza Giuliano di Bernardo è stato sostituito dal sociologo Fabio Venzi.

## Il riconoscimento giuridico
La Gran Loggia Regolare d'Italia è stata costituita ai sensi delle vigenti leggi della Repubblica Italiana sulle associazioni non riconosciute. Essa si caratterizza per l'assoluto rispetto dei principi contenuti negli antichi Landmarks, costumi e usi dell'ordine libero muratorio, tra i quali vi è il divieto di affrontare questioni inerenti alla politica e alla religione e il divieto di iniziare le donne. Lo sforzo della GLRI nel seguire la tradizione libero muratoria anglosassone e le sue regole trova conferma nel "Rapporto Italia 2004" dell'Istituto Studi Eurispes, che fotografa lo stato socioeconomico e politico del Paese, il quale apre la sezione dedicata alla Gran Loggia Regolare d'Italia con il seguente titolo: "La GLRI, la massoneria politicamente corretta".

## Principi costitutivi
La Gran Loggia Regolare d'Italia si proclama come l'unica, indipendente, indivisa, responsabile, autonoma e sovrana autorità, su tutto il territorio della Repubblica Italiana, per il governo dei Gradi della Pura ed Antica Massoneria Universale, di seguito elencati:
- 1º grado di Apprendista Ammesso;
- 2º grado di Compagno di Mestiere;
- 3º grado di Maestro Muratore, compreso il suo completamento denominato "Sacro Arco Reale di Gerusalemme".

La Gran Loggia Regolare d'Italia, in conformità con la tradizione massonica regolare, non considera e riconosce nessun grado di conoscenza massonica, oltre a quelli sopra indicati; inoltre, la GLRI ha recepito il Libro delle Costituzioni e dei Regolamenti della Gran Loggia Unita d'Inghilterra, assumendolo integralmente, quale propria carta costitutiva.

## Cronologia deiGran Maestri
- 1993-2001 Giuliano Di Bernardo
- dal 2001 Fabio Venzi